# Alfred Henry Allen
Pour les articles homonymes, voir Allen.
Alfred Henry Allen, né le 17 janvier 1846 à Southwark et mort le 14 juillet 1904 à Sheffield, est un chimiste britannique.

## Biographie
Fils de l'architecte George Allen, il étudie à la Royal School of Mines, puis devient assistant du Dr James Allan à Sheffield auquel il succède lors de la mort de celui-ci.
Nommé analyste public par la Sheffield Corporation en 1873, il exerce ensuite comme analyste pour le West Riding of Yorkshire puis à Barnsley et dans plusieurs autres arrondissements locaux.
Membre fondateur de l'Institut de chimie, il est président de la Society for Analytical Chemistry en 1887-1888. Il est connu pour ses ouvrages Chemistry of Urine (1895) et Commercial Organic Analysis (1889).